# Zalla Zarana
Zalla Zarana (16 de julio de 1897 – 12 de julio de 1967) fue una actriz estadounidense que trabajó durante la época del cine mudo. Es considerada la primera actriz eslovena que ha triunfado en Hollywood.

## Biografía
Zarana nació el 16 de julio de 1897en Žužemberk, en la región de Baja Carniola entonces en el Imperio austrohúngaro. Se fue a Estados Unidos a los diecisiete años y se instaló con su tía en San Francisco. Fue a clases nocturnas para aprender inglés, mecanografía y contabilidad. Acompañó a su amiga Isabelle Grenner, nacida en Alemania, a Los Ángeles en 1917 y trató de convertirse en actriz. Fue de estudio en estudio y finalmente tuvo éxito con un pequeño papel como bailarina española en The Flame of the Yukon. Trabajó como extra en westerns junto con William S. Hart y obtuvo papeles de alto nivel en 1922 como la femme fatale en dos shoot-em-ups (coloquialmente, películas de pistoleros) de bajo presupuesto, Back Fire, juntó con Jack Hoxie, y Silver Spurs, protagonizada por Lester Cuneo. Para esta última película, se la promocionó en los anuncios promocionales del film como la "primera belleza "jugo-eslava" de Hollywood". Prefería los personajes exóticos, las bailarinas y las vampiresas, y actuó en al menos 20 películas. Su carrera fue modesta, pero compartió escenas con futuras estrellas, como Stan Laurel y Gary Cooper,y participó en pequeños papeles en grandes producciones, como la llamativa amiga de Mae Murray en The Merry Widow, dirigida por Erich von Stroheim, y una media dama de freak show enfrente de John Gilbert en The Show, dirigida por Tod Browning. Con la llegada del cine sonoro, se retiró de la industria cinematográfica y se casó en 1930. Actuó luego ocasionalmente sobre el escenario y escribió obras de teatro.

## Filmografía parcial
- The Flame of the Yukon (1917)
- Cupid's Day Off (1919)
- Silver Spurs (1922)
- Back Fire (1922)
- The Wheel of Fortune (1923)
- The Merry Widow (1925)
- The Lady Who Lied (1925)
- The Winding Stair (1925)
- Navy Blue Days (1925) (cortometraje)
- The Yokel (1926) (cortometraje)
- Butterflies in the Rain (1926)
- Lightnin' Wins (1926) (cortometraje)
- The Show (1927)
- The Heart Thief (1927)
- Turkish Howls (1927) (cortometraje)
- What Price Love? (1927)
- A Ship Comes In (1928)
- The Big City (1928)
- West of Zanzibar (1928)
- Wings (1928)
- Man, Woman and Wife (1929)